# サリー・ガネル
サリー・ガネル（Sally Jane Janet Gunnell、1966年7月29日 - ）は、イギリスの元陸上競技選手。
初めは走幅跳、五種・七種競技の選手であったが、その中でも得意だった100mハードルに力を入れ同種目の選手として活躍していた。しかし、1988年ソウルオリンピックでは、100mハードルでは準決勝止まりだったのに対し、400mハードルでは5位入賞を果たし、以降400mハードルに力を入れるようになる。
その後、1992年バルセロナオリンピック女子400mハードルでは金メダルを獲得。そして、1993年の世界陸上でも、52.74秒の世界新記録の走りで金メダルを獲得した。
1997年に引退し、翌年大英帝国勲章（OBE）を受けた。

## 記録
- 100mハードル - 12.82秒 (1988年8月17日)
- 400mハードル - 52.74秒 (1993年8月19日、世界歴代9位)

## 実績
| 年   | 大会                     | 場所                             | 種目         | 結果   | 記録    |
| ---- | ------------------------ | -------------------------------- | ------------ | ------ | ------- |
| 1986 | コモンウェルスゲームズ   | エディンバラ（スコットランド）   | 100mハードル | 1位    | 13.29   |
| 1988 | オリンピック             | ソウル（韓国）                   | 100mハードル | 準決勝 | 13.13   |
| 1988 | オリンピック             | ソウル（韓国）                   | 400mハードル | 5位    | 54.03   |
| 1989 | IAAF陸上ワールドカップ   | バルセロナ（スペイン）           | 400mハードル | 3位    | 55.25   |
| 1990 | コモンウェルスゲームズ   | オークランド（ニュージーランド） | 100mハードル | 2位    | 13.12   |
| 1990 | コモンウェルスゲームズ   | オークランド（ニュージーランド） | 400mハードル | 1位    | 55.38   |
| 1990 | コモンウェルスゲームズ   | オークランド（ニュージーランド） | 4×400mリレー | 1位    | 3:28.08 |
| 1990 | ヨーロッパ陸上選手権     | スプリト（ユーゴスラビア）       | 4×400mリレー | 3位    | 3:24.78 |
| 1991 | 世界陸上選手権           | 東京（日本）                     | 400mハードル | 2位    | 53.16   |
| 1992 | オリンピック             | バルセロナ（スペイン）           | 400mハードル | 1位    | 53.23   |
| 1992 | オリンピック             | バルセロナ（スペイン）           | 4×400mリレー | 3位    | 3:24.23 |
| 1993 | 世界陸上選手権           | シュトゥットガルト（ドイツ）     | 400mハードル | 1位    | 52.74   |
| 1993 | 世界陸上選手権           | シュトゥットガルト（ドイツ）     | 4×400mリレー | 3位    | 3:23.41 |
| 1993 | IAAFグランプリファイナル | ロンドン（イギリス）             | 400mハードル | 2位    | 53.82   |
| 1994 | ヨーロッパ陸上選手権     | ヘルシンキ（フィンランド）       | 400mハードル | 1位    | 53.33   |
| 1994 | コモンウェルスゲームズ   | ビクトリア（カナダ）             | 400mハードル | 1位    | 54.51   |
| 1994 | コモンウェルスゲームズ   | ビクトリア（カナダ）             | 4×400mリレー | 1位    | 3:27.06 |
| 1994 | IAAF陸上ワールドカップ   | ロンドン（イギリス）             | 400mハードル | 1位    | 54.80   |
| 1996 | オリンピック             | アトランタ（アメリカ合衆国）     | 400mハードル | 準決勝 | -       |